# Giorgi Kruaschwili
Giorgi Kruaschwili (georgisch გიორგი ყრუაშვილი; * 29. Mai 1986) ist ein georgischer Fußballschiedsrichter.
Seit 2010 steht er auf der Liste der FIFA-Schiedsrichter und leitet internationale Fußballspiele.
In der Saison 2019/20 leitete Kruaschwili erstmals Spiele in der Europa League, bisher noch keine Spiele in der Champions League, jedoch in der Qualifikation zu beiden Wettbewerben. Zudem pfiff er bereits Partien in der Nations League und in der europäischen WM-Qualifikation für die WM 2018 in Russland und die WM 2022 in Katar sowie Freundschaftsspiele.
Kruaschwili wurde als Vierter Offizieller bei der U-19-Europameisterschaft 2017 in Georgien eingesetzt. Bei der U-21-Europameisterschaft 2021 in Slowenien und Ungarn leitete er vier Partien inklusive dem Finale zwischen Deutschland und Portugal (1:0).